# Queenscliff
Queenscliff is een plaats in de Australische deelstaat Victoria en telt 3725 inwoners (2006).